# Ligne de foi
La ligne de foi est une ligne matérialisée sur la couronne d'un compas de navigation ou d'un indicateur radar qui indique l'axe longitudinal du navire ou de l'aéronef. L'angle que forme cette ligne avec la direction du nord indiquée par le compas (ou le radar) est le cap compas suivi par le mobile.